# Металлы платиновой группы

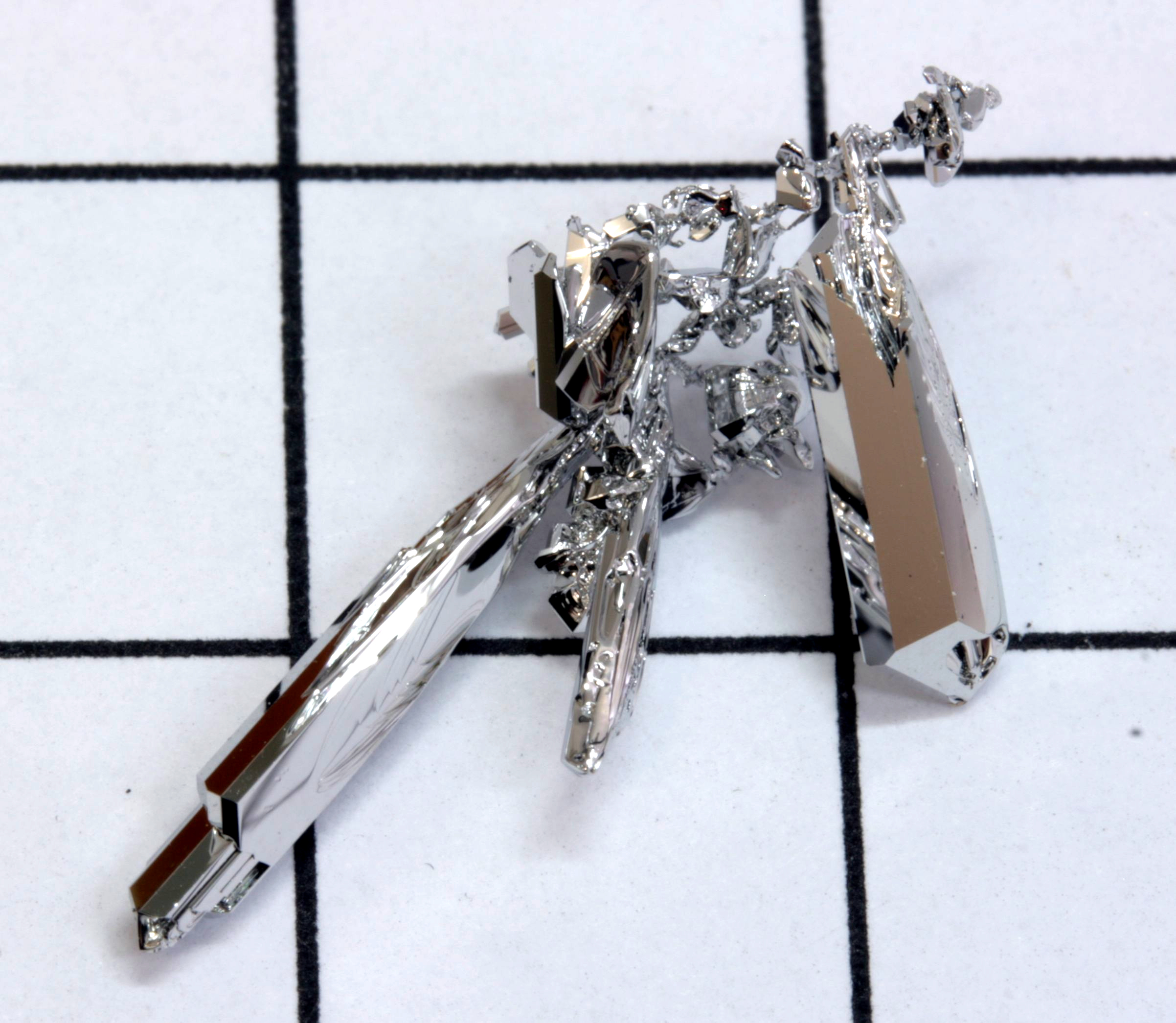
Рутений
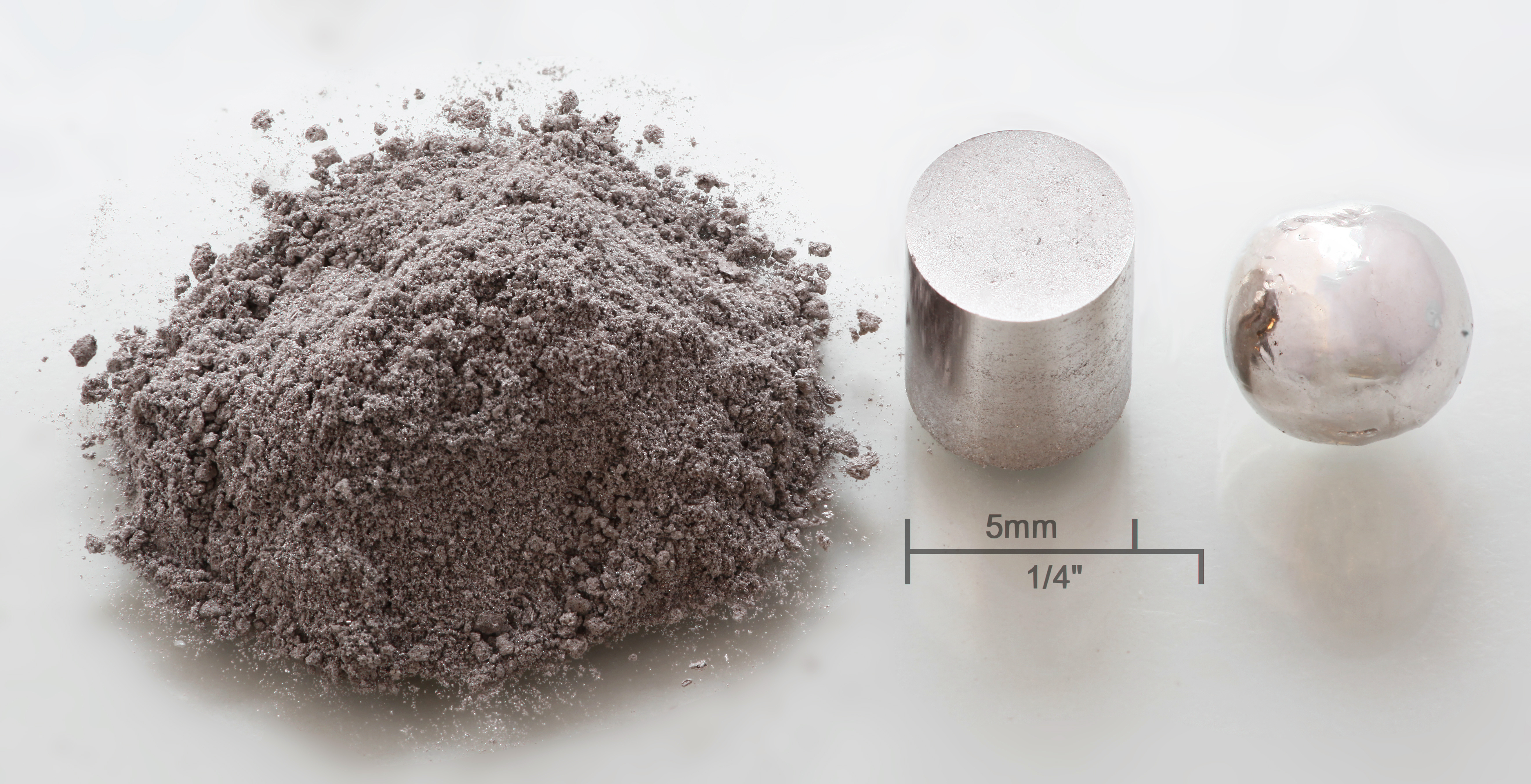
Родий
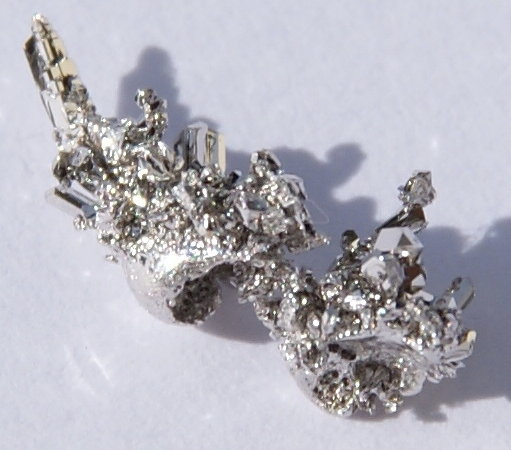
Палладий
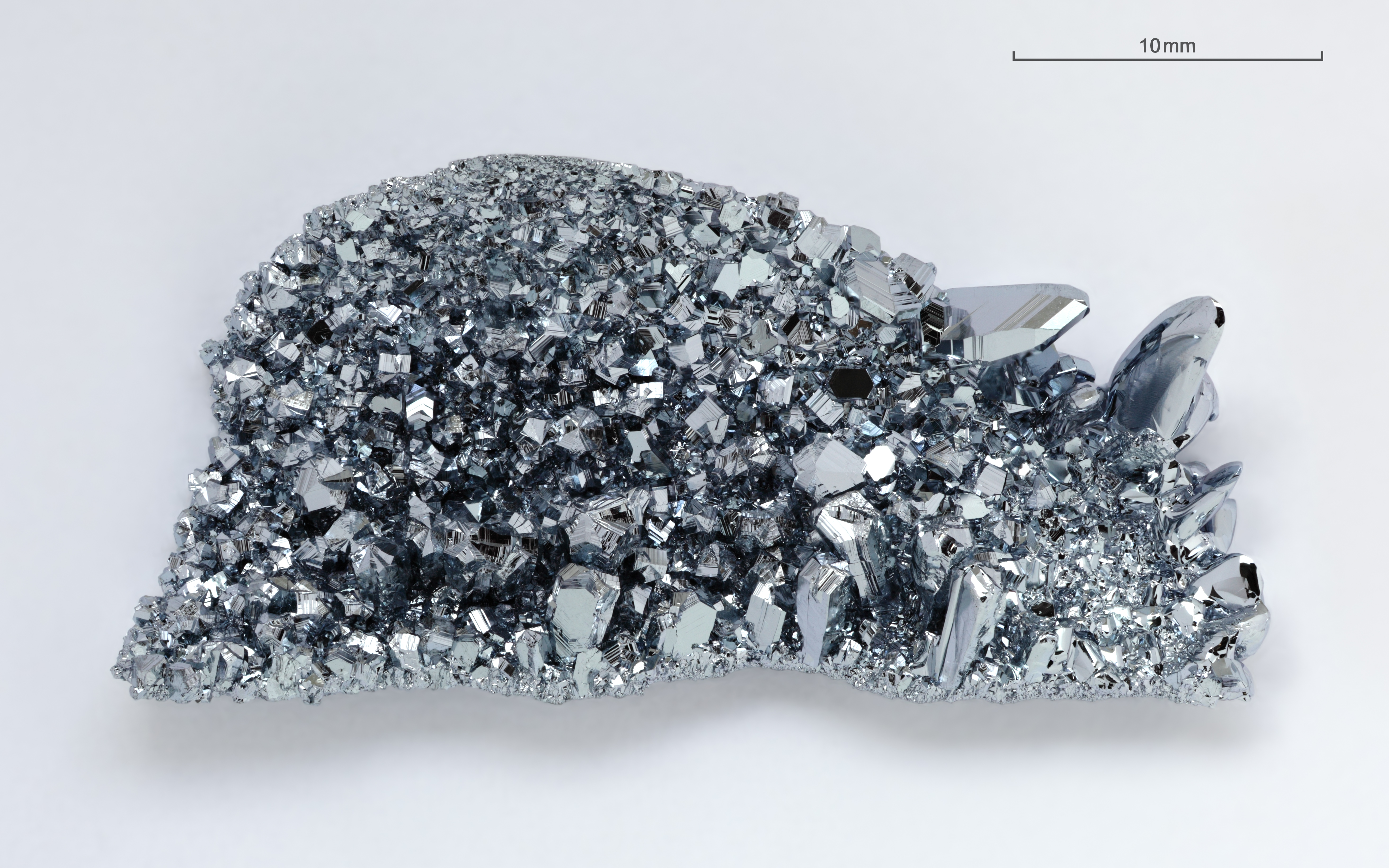
Осмий
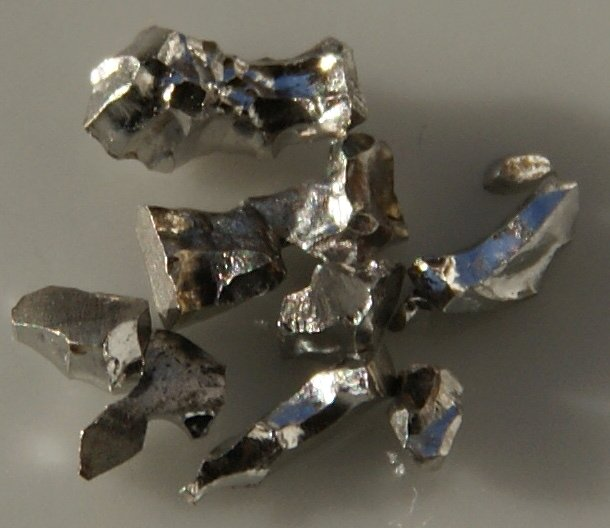
Иридий
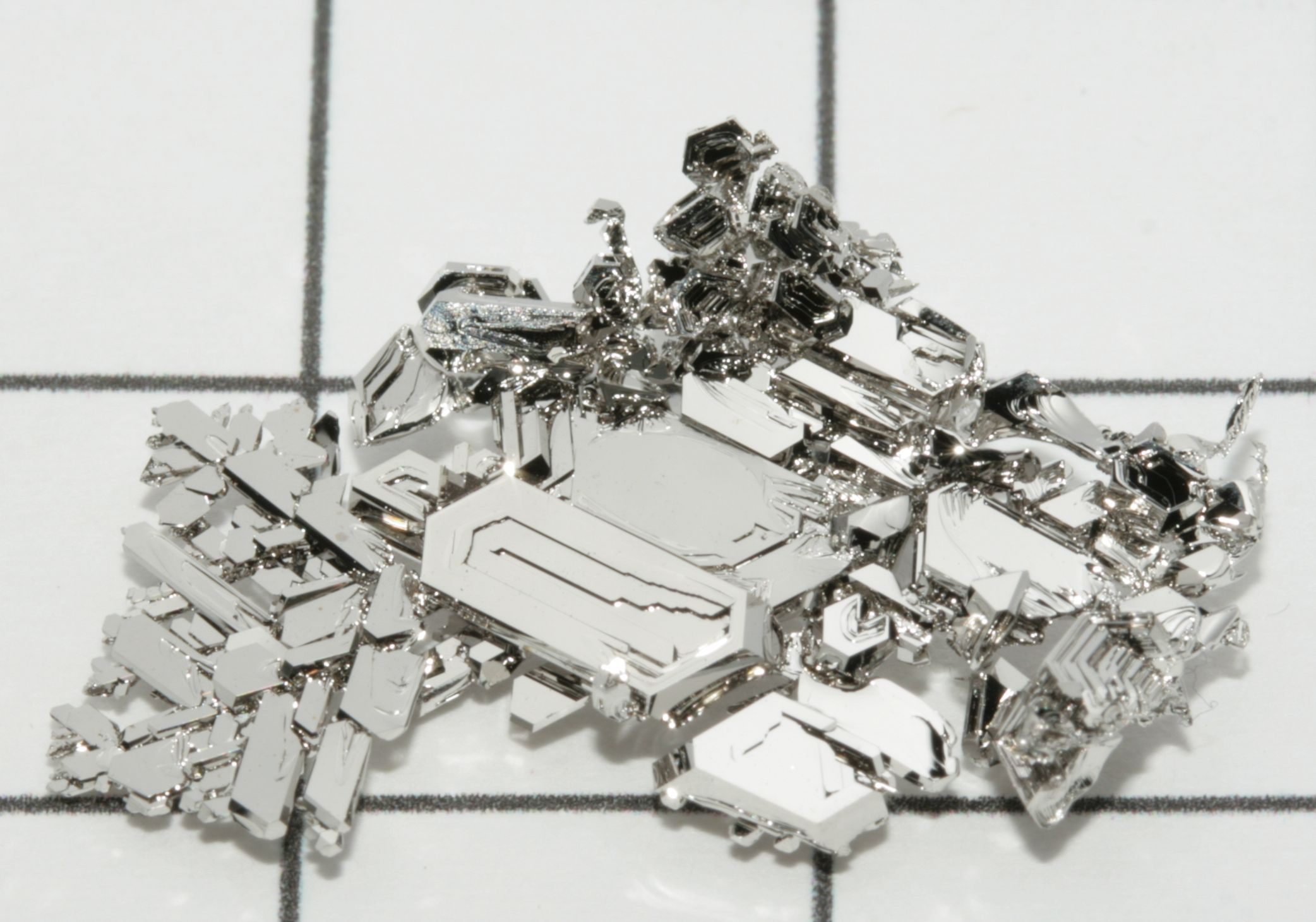
Платина

Металлы платиновой группы (МПГ, Платиновая группа, Платиновые металлы, Платиноиды, ЭПГ) — коллективное обозначение шести переходных металлических элементов (рутений, родий, палладий, осмий, иридий, платина), имеющих схожие физические и химические свойства, и, как правило, встречающихся в одних и тех же месторождениях. В связи с этим имеют схожую историю открытия и изучения, добычу, производство и применение. Металлы платиновой группы являются благородными и драгоценными металлами. В природе главные источники МПГ — ликвационные медно-никелевые руды (месторождения Норильской группы (Норильский никель), Садбери) и малосульфидные собственно платинометальные (месторождения комплексов Бушвельд и Стиллуотер), реже отмечаются в колчеданно-полиметаллических и др. Иногда металлы платиновой группы подразделяют на две триады: рутений, родий и палладий — лёгкие платиновые металлы, а платина, иридий и осмий — тяжёлые платиновые металлы.

## История
В Старом Свете платина не была известна, однако цивилизации Анд (инки и чибча) добывали и использовали её с незапамятных времён.
В 1803 году английский учёный Уильям Хайд Волластон открыл палладий и родий.
В 1804 году английский учёный С. Теннант открыл иридий и осмий.
В 1808 году польский учёный А. Снядицкий, исследуя платиновую руду, привезённую из Южной Америки, извлёк новый химический элемент, названный им вестием. В 1844 году профессор Казанского университета К. К. Клаус всесторонне изучил этот элемент и назвал его в честь Руси рутением.

## Нахождение в природе
Платина и металлы её группы встречаются в природе в весьма рассеянном состоянии. Геохимически все эти элементы связаны с ультраосновными и основными породами. Известно около ста минералов платиновой группы. Минералы платиноидов распространены как в самородной форме, так и в виде твёрдых растворов и интерметаллических соединений с Fe, Ni, Cu, Sn, реже Au, Os, Pb, Zn, Ag. Наиболее распространёнными являются поликсен (Pt, Fe) где Pt 80 — 88 %, Fe 9 — 11 %, ферроплатина (Pt, Fe) (Fe 16 — 19 %), палладистая платина (Pt, Pd) (Pd 7 — 40 %), станнопалладинит Pd3Sn2Cu (Pd 40 — 45, Pt 15 — 20, Sn 28 — 33 %), гиверсит PtSb2 (Pt 45, Sb 51,5 %), звягинцевит (Pd, Pt)3(Pb, Sn).
Осмий, рутений и родий образуют твёрдые растворы. К ним относятся такие минералы как иридий (Ir, Os) (Ir 46,8 — 77,2 % Os 21 — 49,3 %), осмий (Os, Ir) (Os 67,9 %, Ir 17 %, Ru 8,9 %, Rh 4,5 %). Кроме того, в природе известны арсениды, сульфоарсениды и сульфиды платины, рутения и палладия, а именно сперрилит PtAs2 (Pt 56,2 %), куперит PtS (Pt 79,2 — 85,9 %), майчнерит (PdBiTe), высоцкит (Pd, Ni)5S (Pd 59,5 %, Ni 14,2 %, Pt 4,8 %), холлингвортит (Rh, Pt)AsS (Rh 25 %).

### Генетические группы и промышленные типы месторождений
1. Магматические
а. хромит-платиновые месторождения (уральский тип)
б. месторождения комплексных платина-хромит-медно-никелевых руд (бушвельдский тип)
в. ликвационные медь-никель-платиновые месторождения (норильский тип)
г. благороднометальные медно-титаномагнетитовые месторождения в интрузиях габбро (волковский тип)
2. Россыпи

## Свойства
Свойства платиновых металлов
| Атомный номер | Название, символ | Электронная конфигурация | Степени окисления             | p, г/см³ | tпл, °C | tкип, °C |
| ------------- | ---------------- | ------------------------ | ----------------------------- | -------- | ------- | -------- |
| 44            | Рутений Ru       | [Kr]4d75s1               | 0, +2, +3, +4, +5, +6, +7, +8 | 12,5     | 2334    | 4077     |
| 45            | Родий Rh         | [Kr]4d85s1               | 0, +1, +2, +3, +4, +6         | 12,4     | 1963    | 3727     |
| 46            | Палладий Pd      | [Kr]4d10                 | 0, +2, +3, +4                 | 12,0     | 1554    | 2937     |
| 76            | Осмий Os         | [Xe]4f145d66s2           | 0, +2, +3, +4, +5, +6, +7, +8 | 22,6     | 3027    | 5027     |
| 77            | Иридий Ir        | [Xe]4f145d76s2           | 0, +1, +2, +3, +4, +5, +6     | 22,7     | 2447    | 4380     |
| 78            | Платина Pt       | [Xe]4f145d96s1           | 0, +1, +2, +3, +4, +5, +6     | 21,4     | 1769    | 3800     |

Все платиновые металлы светло-серые и тугоплавкие, платина и палладий пластичны, осмий и рутений хрупкие. Красивый внешний вид благородных металлов обусловлен их инертностью.
Тяжелые платиновые металлы обладают рекордно большой среди всех веществ плотностью. 
Платиновые металлы обладают высокой каталитической активностью в реакциях гидрирования, что обусловлено высокой растворимостью в них водорода. Палладий способен растворить до 800—900 объёмов водорода, платина — до 100.
Все платиновые металлы химически инертны. Многие из них в твёрдом виде не растворяются даже в царской водке.  В мелкодисперсном виде или в виде губки царской водкой слабо растворяется рутений, и совсем незначительно - родий и иридий. Платина и палладий более реакционноспособны, палладий растворяется в азотной кислоте, а платина — не так инертна, как принято считать, и растворяется даже в соляной кислоте в присутствии воздуха. Реакции растворения в царской водке идут с образованием хлоридных комплексов:
{\displaystyle {\mathsf {3Pt+4HNO_{3}+18HCl\longrightarrow 3H_{2}[PtCl_{6}]+4NO\uparrow +8H_{2}O}}}
При окислении металлов кислородом воздуха образуются оксиды различного состава:
{\displaystyle {\mathsf {Os+2O_{2}\longrightarrow OsO_{4}}}}
{\displaystyle {\mathsf {Ru+2O_{2}\longrightarrow RuO_{4}}}}
{\displaystyle {\mathsf {2Pt+O_{2}\longrightarrow 2PtO}}}
{\displaystyle {\mathsf {2Pd+O_{2}\longrightarrow 2PdO}}}
При нагревании все платиновые металлы реагируют с хлором и фтором:
{\displaystyle {\mathsf {Pt+Cl_{2}\longrightarrow PtCl_{2}}}}
{\displaystyle {\mathsf {Os+2Cl_{2}\longrightarrow OsCl_{4}}}}
{\displaystyle {\mathsf {2Ru+3Cl_{2}\longrightarrow 2RuCl_{3}}}}
В растворах платиновые металлы существуют только в виде комплексных соединений. Соединения платины используют в медицине в качестве препаратов, обладающих противоопухолевой активностью.

## Производство
Промышленное производство платины первоначально велось в Америке. Лишь в 1819 году платиновые россыпи были впервые обнаружены на Урале близ Екатеринбурга. С тех пор Россия становится ведущим производителем платины, а с момента открытия — и платиноидов.
В настоящее время почти 90 % всего объёма производства металлов платиновой группы разделено между платиной и палладием, остальные добываются и продаются в небольших количествах. 95 % запасов и 90 % производства МПГ сосредоточены в двух крупных месторождениях — Бушвельдском комплексе, находящемся на территории Южно-Африканской Республики, и в Норильском рудном районе, расположенном в России. В рудах Бушвельда содержание платины втрое выше, чем палладия, в то время как в Норильске наблюдается обратное соотношение. Поэтому ЮАР является крупнейшим мировым производителем платины, а Россия — палладия.

## Запасы
Содержание платиновых металлов в земной коре (кларк) оценивается, как 10−8 % для платины, 10−9 % для палладия и 10−11 % для остальных платиновых металлов.
Общие запасы металлов платиновой группы на начало 2009 года оцениваются в 100 млн кг. Причем распределены они также неравномерно: ЮАР (63,00 млн кг разведанных запасов при 70,00 млн кг общих), Россия (6,20/6,60), США (0,90/2,00), Канада (0,31/0,39). На 2024 год мировые запасы оцениваются более чем в 100 млн кг, самые крупные запасы в комплексе Бушвельд.
В России почти вся добыча металлов платиновой группы ведётся «Норильским никелем» (15 % мирового производства платины и 55 % производства палладия) из месторождений сульфидных медно-никелевых руд в окрестностях Норильска (Октябрьское, Талнахское и Норильск-1 и др.), включающих более 99 % разведанных и более 94 % оцененных российских запасов. Кроме того, крупными являются: сульфидно-медно-никелевое месторождение Фёдорова Тундра (участок Большой Ихтегипахк) в Мурманской области, а также россыпи Кондёр в Хабаровском крае, Левтыринываям в Камчатском крае, реки Лобва и Выйско-Исовское в Свердловской области.

## Применение
Когда платину стали завозить в Европу, её цена была вдвое ниже серебра. Ювелиры очень быстро обнаружили, что платина хорошо сплавляется с золотом, а так как плотность платины выше чем у золота, то незначительные добавки к золоту позволили изготавливать подделки, которые невозможно было отличить от золотых изделий. Такого рода подделки получили столь широкое распространение, что испанский король приказал прекратить ввоз платины, а оставшиеся запасы утопить в море. Однако, после отмены этого закона в 1778 году, платина постепенно завоёвывала популярность в ювелирной промышленности. В настоящее время практически все металлы платиновой группы тем или иным образом применяются при изготовлении ювелирных украшений.

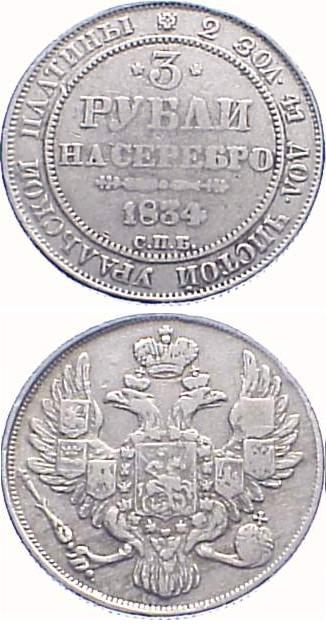
Монета 3 рубля, 1834

Металлы платиновой группы иногда используют для изготовления монет. Например в России с 1828 по 1845 выпускались платиновые монеты номиналом 3, 6 и 12 рублей.
Платина и другие металлы платиновой группы используются частными лицами и компаниями в качестве накоплений.
Фьючерсы и опционы на металлы платиновой группы используются спекулянтами.
С середины 1970-х годов главной сферой применения платины и палладия стала автомобильная промышленность.
В электротехнической промышленности из металлов платиновой группы изготовляют контакты с большой степенью надёжности (стойкость против коррозии, устойчивость к действию образующейся на контактах кратковременной электрической дуги). В технике слабых токов при малых напряжениях в цепях используются контакты из сплавов золота с платиной, золота с серебром и платиной. Для слаботочной и средненагруженной аппаратуры связи широко применяют сплавы палладия с серебром (от 60 до 5 % палладия). Магнитные сплавы металлов платиновой группы с высокой коэрцитивной силой употребляют при изготовлении малогабаритных электроприборов. Сопротивления (потенциометры) для автоматических приборов и тензометров делают из сплавов металлов платиновой группы (главным образом палладия с серебром, реже с другими металлами). У них малый температурный коэффициент электрического сопротивления, малая термоэлектродвижущая сила в паре с медью, высокое сопротивление износу, высокая температура плавления, они не окисляются.
Металлы платиновой группы идут на изготовление деталей, работающих в агрессивных средах — технологические аппараты, реакторы, электрические нагреватели, высокотемпературные печи, аппаратуру для производства оптического стекла и стекловолокна, термопары, эталоны сопротивления и др.
При изготовлении инструментов металлы платиновой группы позволяют получить уникальные свойства по прочности, корозостойкости и долговечности.
Металлы платиновой группы используются в чистом виде, как биметалл и в сплавах (см. Платиновые сплавы). Химические реакторы и их части делают целиком или только покрывают фольгой из металлов платиновой группы. Покрытые платиной аппараты применяют при изготовлении чистых химических препаратов и в пищевой промышленности. Когда химической стойкости и тугоплавкости платины или палладия недостаточно, их заменяют сплавами платины с металлами, повышающими эти свойства: иридием (5—25 %), родием (3—10 %) и рутением (2—10 %). Примером использования металлов платиновой группы в этих областях техники является изготовление котлов и чаш для плавки щелочей или работы с соляной, уксусной и бензойной кислотами; автоклавов, дистилляторов, колб, мешалок и др.
Сплавы иридия с осмием, а также золота с платиной и палладием используют для изготовления компасных игл, напаек «вечных» перьев.
Высокие каталитические свойства некоторых металлов платиновой группы позволяют применять их в качестве катализаторов, например, платину применяют при производстве серной и азотной кислот.
В некоторых странах металлы платиновой группы используются в медицине, в том числе и в качестве небольших добавок к лекарственным препаратам.